# Дієцезія Дубровника

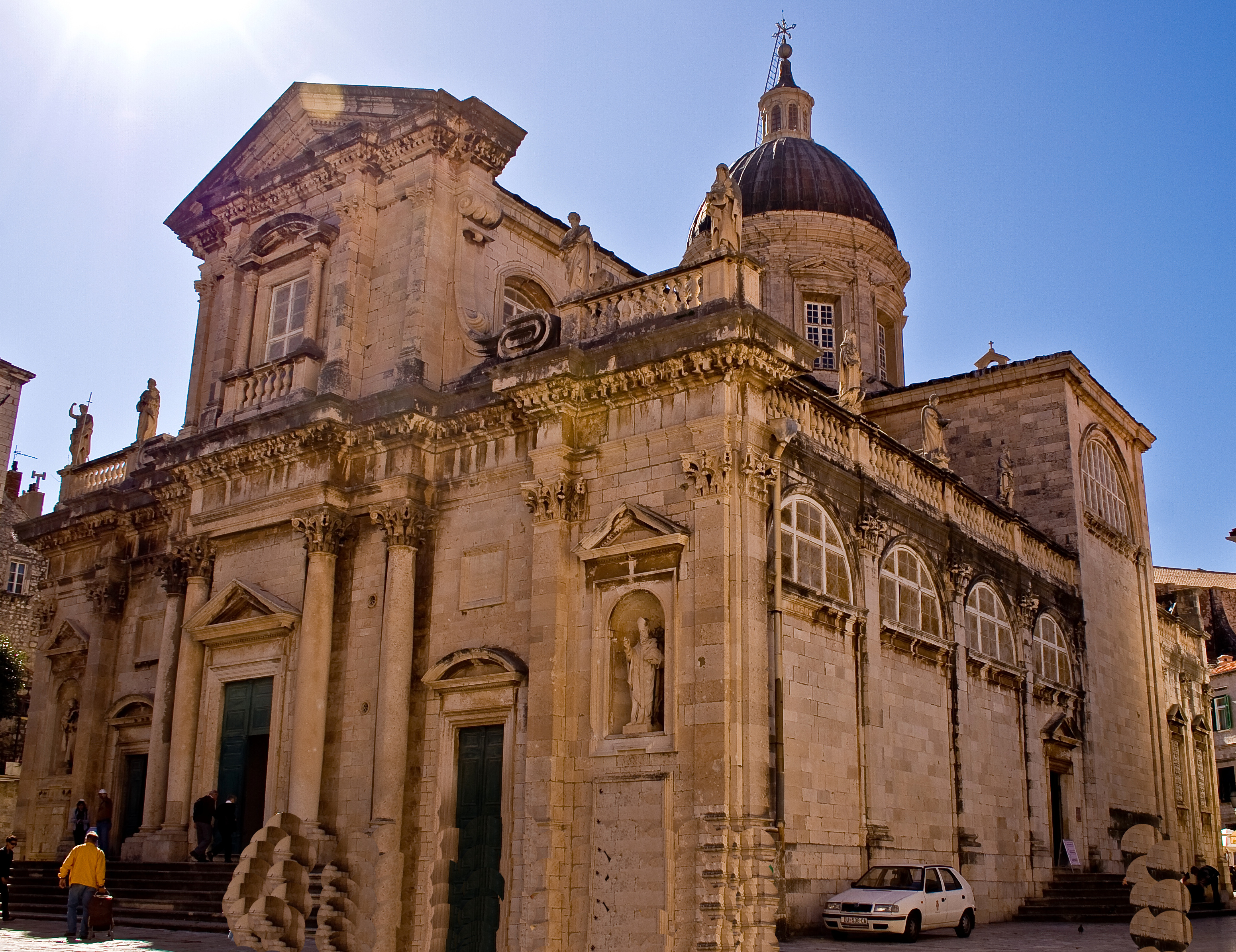
Кафедральний собор

Дієцезія Дубровника (хорв. Hvarska biskupija, італ. Diocesi di Lesina) — католицька дієцезія латинського обряду в Хорватії з центром в місті Дубровник. Входить до складу митрополії Спліт-Макарска. Латинська назва -Dioecesis Ragusinusсходить до історичного імені Дубровника -Рагуза.

## Історія
Дієцезія в Рагузі була заснована в 990 році. Попри те, що місто з VII по XII століття перебувало під владою Візантії, воно користувалося істотною автономією, було дуже тісно пов'язаний з латинським світом, а його мешканці сповідували християнство латинського обряду. В 1120 році дієцезія була перетворена в архідієцезію. Після формування в середині XIV століття незалежної Рагузької республіки територія архідієцезії збігалася з межами держави. Після падіння Дубровницької республіки в період наполеонівських воєн її територія увійшла до складу держави австрійських Габсбургів. В 1828 році статус архідієцезії Дубровника-Рагузи був знижений до дієцезії. З 1969 року дієцезія Дубровника входить до складу Спліт-Макарської архідієцезії-митрополії.

## Статистика
За даними на 2006 рік в дієцезії налічувалося 76 500 католиків (86,9% населення), 89 священиків і 61 прихід. Кафедральний собор Вознесіння Діви Марії побудований в 1713 у, після того, як його попередник був повністю зруйнований землетрусом. 24 січня 2011 папою Бенедиктом XVI главою дієцезії затверджено Мате Узинич, колишній ректор вищої семінарії. 